# Mizni Dol
Mizni Dol este o localitate din comuna Vrhnika, Slovenia.